# Barychelidae
Barychelidae är en familj av spindlar. Barychelidae ingår i ordningen spindlar, klassen spindeldjur, fylumet leddjur och riket djur. Enligt Catalogue of Life omfattar familjen Barychelidae 296 arter. 

## Bildgalleri

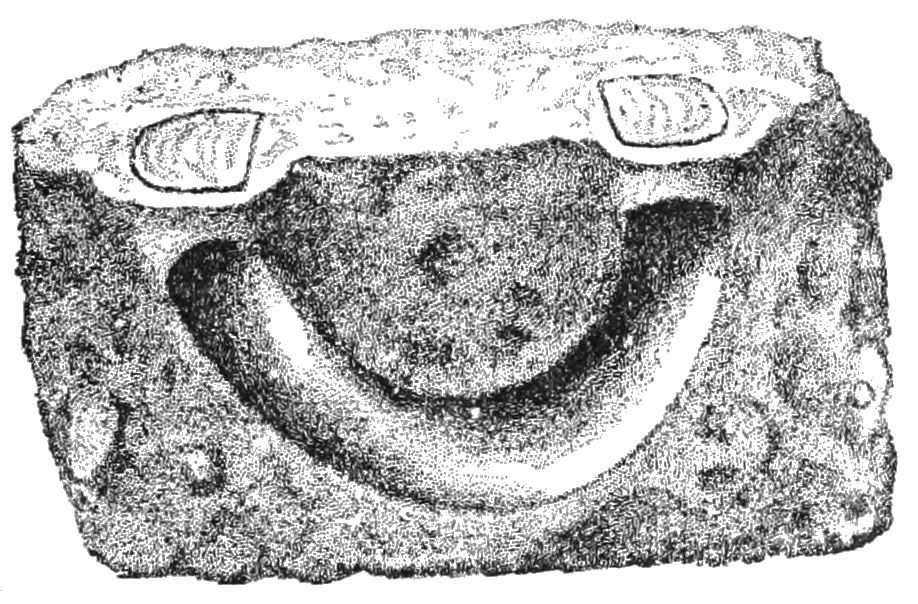
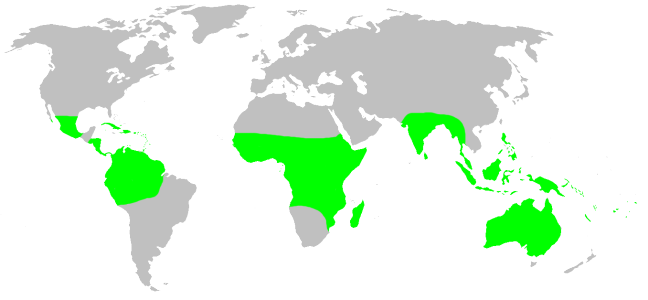

## Dottertaxa till Barychelidae, i alfabetisk ordning[1]
- Ammonius
- Atrophothele
- Aurecocrypta
- Barycheloides
- Barychelus
- Cosmopelma
- Cyphonisia
- Cyrtogrammomma
- Diplothele
- Encyocrypta
- Eubrachycercus
- Fijocrypta
- Idioctis
- Idiommata
- Idiophthalma
- Mandjelia
- Monodontium
- Moruga
- Natgeogia
- Neodiplothele
- Nihoa
- Orstom
- Ozicrypta
- Paracenobiopelma
- Pisenor
- Plagiobothrus
- Psalistops
- Questocrypta
- Reichlingia
- Rhianodes
- Sason
- Sasonichus
- Seqocrypta
- Sipalolasma
- Strophaeus
- Synothele
- Thalerommata
- Tigidia
- Trichopelma
- Trittame
- Troglothele
- Tungari
- Zophorame
- Zophoryctes